# Contestation au Koweït de 2011-2012
La contestation au Koweït de 2011-2012, dans ce riche État pétrolier, n'a en 2011 qu'une ampleur bien plus limitée que dans les autres pays arabes, alors en plein climat révolutionnaire. Il s’agit cependant du plus important mouvement social et politique depuis l'indépendance du Koweït.
Alors que le Koweït avait commencé sa démocratisation dans les années 1960, celle-ci n'a avancé que très lentement et a connu de fréquents retours en arrière dus à la famille régnante. Le pays connaît cependant dans les années 2000 plusieurs mouvements populaires, qui préfigurent le printemps arabe selon le blogueur Philippe Mischkowsky. Celui-là ne touche d'abord le Koweït que faiblement, le pouvoir en place utilisant la rente pétrolière pour acheter la paix. Mais les revendications de la population, de plus en plus éduquée, sont politiques et sociales : l'exigence de karima, la dignité, du printemps arabe et la fin du paternalisme. Ces revendications et les manifestations qui les portent aboutissent à la crise parlementaire et constitutionnelle de la fin 2012 et du début 2013. Cette crise coïncide avec un renversement d'alliance politique pour l'émir, qui s'appuyait auparavant sur les groupes tribaux, et qui privilégie désormais la bourgeoisie urbaine et les minorités chiites. Deux places, la place Irada (Détermination) et la place Safat (une place commerciale), à Koweït, sont les lieux emblématiques de ce mouvement.

## Situation nationale
Le pays compte plusieurs importantes minorités privées de droits civiques :
- les Bidounes, qui sont des nomades qui n’ont pas opté pour la nationalité koweïtienne à l’indépendance en 1961, et qui sont de ce fait apatrides[5] ;
- les travailleurs étrangers, premier groupe du pays (1,3 million de travailleurs sur 2,8 millions d’habitants), sans aucun droit civil ou politique ;
- les femmes : elles n’ont le droit de vote que depuis 2005 (qu’elles exercent pour la première fois en 2009).

La population se divise encore selon d’autres groupes : les hadhars (vieux Koweïtiens) et les badhous (Koweïtiens considérés comme faux par les hadhars), les chiites et sunnites, conservateurs religieux et progressistes.
Un pas important est franchi lorsqu'en 2006, la crise de succession est tranchée par le Parlement qui désigne dans la famille royale le nouvel émir.
En 2006, la jeunesse manifeste et impose une réforme du mode de scrutin. En 2008, le slogan du printemps arabe « Irhal » est utilisé pour la première fois en manifestation, au Koweït, contre le premier ministre. Le redécoupage des circonscriptions électorales à la fin des années 2000 a été la cause d’un mouvement revendicatif important. Enfin, en décembre 2010, le juriste Obaid Al-Wasmi revendique la liberté de manifester et de rassemblement, mais est tabassé par la police.
Traditionnellement, l'émirat utilise les revenus du pétrole pour acheter la paix sociale, mais arrive aux limites de ce procédé : les dépenses de l'État sont passées de 14 à 70 milliards de 2000 à 2011, dont 47 milliards pour les subventions et les salaires.

## Échos du printemps arabe au Koweït
Les manifestations ont en 2011 et 2012 moins d’ampleur que dans le reste du monde arabe, mais elles durent. Selon Mary Ann Tétreault, l’existence d’une histoire de luttes démocratiques au Koweït (depuis le Parlement de 1939), où la famille royale n’est autocratique que depuis moins d’un siècle, explique cette configuration différente. Selon elle, le Koweït vit une révolution, malgré des évènements moins spectaculaires qu’ailleurs, où le pouvoir cède progressivement du pouvoir pour contrôler les mouvements populaires.
Dans un premier temps, les succès du printemps arabe n’ont d’influence que sur des groupes qui n’étaient pas partie prenante des luttes pour un Parlement démocratique : les Bidouns sont les premiers à manifester. Le 18 février, leur manifestation est durement réprimée, avec des dizaines de blessés et des dizaines d'arrestation (peut être plus de cent) alors que les manifestants étaient autour de 500. Ces manifestations permettent à quelques-uns d’entre eux d'obtenir la citoyenneté.
Le 9 mars, une loi élargit les droits des femmes : elle crée un congé maternité de 70 jours (avant l’accouchement) et des congés parentaux après l’accouchement et en cas de maladie des enfants, et des heures destinées à l’allaitement des enfants durant la journée de travail. Une prime de 1000 dinars (environ 2 500 euros au cours de l'époque) est attribuée en cadeau à chaque citoyen, même mineur (même nouveau-né), pour le vingtième anniversaire de la libération de l'occupation irakienne. Le 11 mars, une manifestation d’ampleur limitée (quelques centaines de manifestants) est violemment dispersée par la police anti-émeutes.
Le 31 mars 2011, cheikh Nasser Mohammed Al-Ahmad Al-Sabah présente la démission du gouvernement, qui est refusée par l'émir. Les manifestations hebdomadaires continuent tous les vendredis, sur la place Safat, en mémoire du Parlement de 1939, jusqu’à ce qu’elles soient interdites sur cette place en mai 2011.
En septembre, une série de grèves est éteinte par de généreuses hausses de salaire. Après ces grèves, un mouvement de protestation émerge à l’automne, cette fois contre la corruption de certains parlementaires par le Premier ministre, celui-ci ayant offert des sommes de plusieurs millions aux députés pour éviter le succès d'une motion de censure. Ce mouvement connaît son apogée le 17 novembre, quand environ 15 000 manifestants exigeant la démission du gouvernement pénètrent à l’intérieur du Parlement,. Les manifestants qui envahissent le Parlement sont des jeunes et des membres des tribus, conduits par des parlementaires. Cinq gardes et plusieurs manifestants sont blessés et trente-trois personnes arrêtées. Le cheikh Nasser Mohammad al-Ahmad Al-Sabah présente à nouveau la démission de son gouvernement, la sixième depuis sa nomination comme premier ministre en 2006 et celle-ci est acceptée : un nouveau premier ministre est nommé, et la rue finit ainsi par imposer sa décision à l'émir. Une manifestation de 90 000 personnes fête cette démission forcée.

## Crise parlementaire en 2012
Le Parlement est rapidement dissous, début décembre 2011. Réélu en février 2012, il est encore dominé par l’opposition : 34 sièges sur 50 (avec une participation de 60 %). Obaid Al-Wasmi est élu triomphalement. Musallam al-Barrak, un des chefs de file de l’opposition, et élu avec le plus grand nombre de voix, est arrêté le 15 mars. Le Parlement est suspendu le 18 juin sans s’être jamais réuni, et les élections sont annulées le 20 juin. La chambre élue en 2009 est réinstallée, mais plusieurs députés élus dans les deux Assemblées refusent de siéger, ce qui empêche de réunir un quorum. Une manifestation rassemblant 30 000 personnes a lieu.
Le 18 octobre 2012, l’émir tente de modifier la loi électorale afin de disposer d’une majorité au Parlement pour de nouvelles élections prévues le 1er décembre,,. Cette annonce provoque d’importantes manifestations : déjà le 15 octobre, la police avait affronté les manifestants, mais l’opposition maintient son appel à manifester. Le 21, la manifestation rassemble entre 50 000 et 150 000 personnes pacifiques, mais victimes de la répression des forces anti-émeutes, ce qui est la plus importante manifestation de l’histoire du pays,. La répression fait une centaine de blessés ; onze policiers sont également blessés. Le 29 octobre, le leader d’opposition Musallam al-Barrak est à nouveau emprisonné, avant d’être libéré le jeudi 1er novembre, après une nouvelle manifestation rassemblant environ 10 000 personnes.
La grande manifestation du 4 novembre 2012 est interdite, et son site bloqué : le nouveau lieu de rassemblement est diffusé par tweets, et plusieurs milliers de personnes réussissent à le rallier.
Cependant, les élections ont lieu le 1er décembre selon la règle fixée par l’émir, et donnent une forte représentation à la minorité chiite (17 sièges sur 50, contre 7 en février),. L’opposition avait appelé au boycott : son appel est suivi et seuls 26,7 % des Koweïtiens votent (selon l’opposition) ou 39,7 % selon le gouvernement, chiffre réévalué à 40,3 % par la suite. Même avec cette réévaluation, ce taux de participation est le plus faible dans l’histoire électorale koweïtienne. L’abstention est encore plus forte dans les zones où vivent les Bédouins, dont les chefs ont aussi appelé au boycott,. Les Bédouins, qui avaient 17 députés, n’en ont plus qu’un et les sunnites reculent de 23 à 4 sièges. L’opposition conteste les élections, qu’elle juge illégitime ainsi que toute loi que voterait le Parlement qui en est issu,. Dès le 3 décembre, les manifestations se succèdent quotidiennement ; la police arrête des dizaines d’opposants et blesse légèrement quelques manifestants,.

### Prolongation de la crise en 2013
Les manifestations contestant l'élection du Parlement continuent en janvier 2013, malgré la répression, à la fois violente dans la rue et acharnée sur le plan judiciaire avec 500 manifestants poursuivis. Dans les 500 manifestants du 6 janvier, on compte 70 arrestations dont d'anciens députés. Deux opposants ayant utilisé Twitter pour critiquer le régime ont été condamnés à deux ans de prison.